# Trittico Stavelot

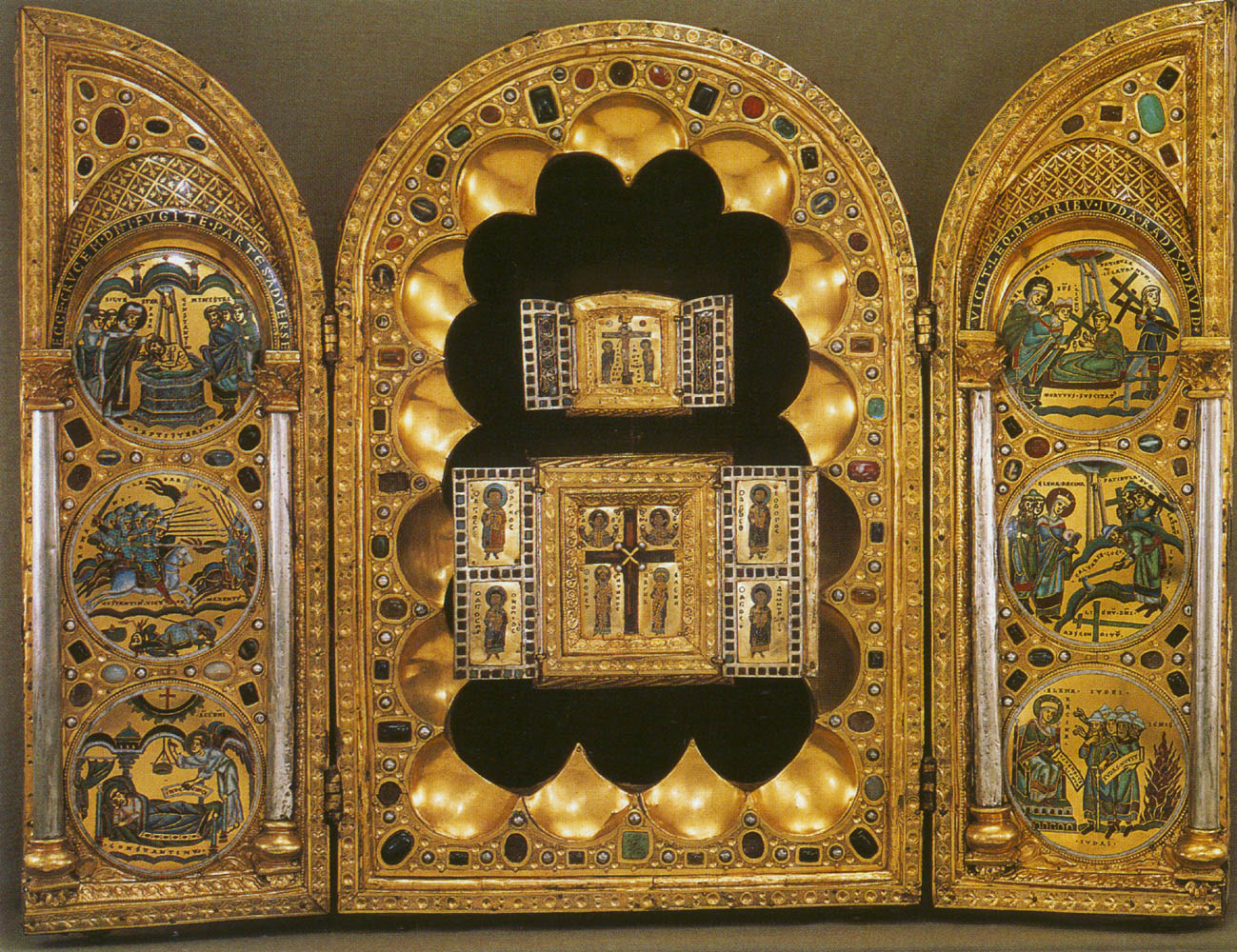
Trittico Stavelot, mosano, Belgio, c. 1156–58. 48×66 cm con ali aperte, Morgan Library & Museum, New York

Il trittico Stavelot è un reliquiario medievale portatile per altare in oro e smalto di Limoges realizzato per proteggere, onorare e mostrare reliquie della Vera Croce.  Creato dagli artisti dell'arte mosana, ovvero da artigiani operanti nella valle del fiume Mosa intorno al 1156 nell'Abbazia di Stavelot oggi in Belgio. Il manufatto è un capolavoro dell'arte orafa romanica e si trova alla Morgan Library & Museum di New York.

## Descrizione
Il trittico di Stavelot è un reliquiario con alette suddiviso in tre parti. Con le alette aperte misura 480 mm in altezza e 660 mm in larghezza. In questo trittico, le alette esterne proteggono (quando chiuse) la sezione centrale, che contiene due trittici più piccoli, ciascuno contenente pezzi della Vera Croce. Lo sfondo di velluto nero è moderno, originariamente era dorato e intarsiato con pietre semi-preziose - si veda ad esempio la Croce di Lothair. I due trittici interni sono "cloisonné" in smalto di Limoges, una tecnica tipica del lavoro bizantino. I sei medaglioni più grandi (tre su ogni aletta esterna) sono nella tecnica "champlevé" che aveva in gran parte sostituito il cloisonné in Occidente, e in cui gli artigiani "Mosani" erano i principali artisti in Europa.
|Il trittico esterno è di origine mosana, costruito per ospitare i due trittici interni di origine bizantina, che precedono quello esterno di alcuni decenni. Gli artisti sono sconosciuti, anche se altri lavori sono considerati come provenienti dallo stesso laboratorio. Non sappiamo con certezza chi l'abbia ordinato o chi lo abbia pagato. L'abbazia benedettina di Stavelot governò il Principato di Stavelot-Malmedy, un piccolo staterello del Sacro Romano Impero, e in quel periodo commissionò un certo numero di magnifici pezzi religiosi in metallo, oltre ad avere uno scriptorium che produceva alcuni significativi manoscritti miniati, in particolare la Bibbia Stavelot del 1093-1097. Si è a conoscenza che il principe-abate Wibald (1098–1158), venne inviato in missione diplomatica a Costantinopoli dall'imperatore Federico Barbarossa nel 1154. È stato teorizzato che Wibald abbia ricevuto i due trittici più piccoli come omaggio diplomatico dall'imperatore bizantino Manuele I Comneno, e dopo il suo ritorno abbia commissionato agli artisti Mosani la creazione del più ampio trittico esterno. Il Trittico era certamente nell'abbazia quando fu soppressa nel 1792, dopo la rivoluzione francese. L'ultimo principe-abate, Célestin Thys, portò il trittico in Germania durante le guerre napoleoniche, dove rimase fino al 1910, quando venne acquistato da un mercante di Londra che lo vendette a John Pierpont Morgan.
Dei trittici interni, entrambi per la maggior parte in oro e smalto, quello inferiore più grande ha due schegge di legno della Vera Croce che formano una croce. Intorno a questo sul pannello centrale ci sono le figure in smalto di Costantino a sinistra e Sant'Elena (la madre di Costantino che originariamente trovò la Vera Croce) sulla destra, e sotto busti di arcangeli. Un dispositivo a forma di X, con una perla in ciascuna delle quattro estremità, tiene insieme la croce. Gli interni delle alette contengono quattro santi militari: Giorgio e Procopio a sinistra, Teodoro e Demetrio a destra. L'esterno delle alette riportano le immagini dei quattro Evangelisti.
Il trittico superiore e più piccolo conteneva reliquie della Vera Croce, Santo Sepolcro e la veste della Vergine Maria. Il pannello centrale ha una Crocifissione con la Vergine Maria e San Giovanni Evangelista in piedi accanto alla croce, con il sole e la luna sopra la croce. Gli interni delle alette hanno una decorazione geometrica, mentre gli esterni hanno un'Annunciazione di Maria.
Le alette esterne del trittico principale contengono medaglioni in smalto con scene narrative delle leggende della Vera Croce, storie ben note nel Medioevo. Sopra la parte superiore dei due medaglioni superiori è inscritto:
Guarda la Croce del Signore, fuggi dai poteri ostili
Il leone della Tribù di Giuda, ha conquistato la radice di Davide
I tre medaglioni sull'aletta sinistra raccontano la storia della conversione di Costantino al cristianesimo. A partire dal medaglione inferiore sull'aletta sinistra, viene mostrata la versione medievale della leggenda di Costantino che ebbe un sogno la notte precedente la Battaglia di Ponte Milvio, nel quale gli apparve un angelo che indicava la Croce e che gli dissee vincerai sotto questo segno. Il medaglione centrale mostra la vittoria di Costantino a ponte Milvio, con uno stendardo a forma di croce. Il medaglione superiore mostra il battesimo di Costantino, appena prima della sua morte, da parte di Papa Silvestro I, sotto un'approvante Mano di Dio.
I tre medaglioni sull'aletta dia destra raccontano la storia della scoperta della Vera Croce da parte di Sant'Elena. Iniziando con il medaglione inferiore sull'aletta destra, Elena interroga i capi ebrei (indossando un copricapo ebraico) sul luogo della croce. Nel medaglione centrale, Helena osserva i servi mentre scavano la croce sul monte Calvario, sotto una Mano di Dio. Le croci dei due ladroni sono già state scavate. Nel medaglione superiore, Elena sta testando le tre croci su un uomo malato per trovare l'unica Vera Croce che ha poteri curativi.
Oltre che per l'arte e la bellezza magistrale, il trittico di Stavelot, è istruttivo come dimostrazione delle divergenti tradizioni artistiche cristiane orientali e occidentali nell'arte romanica. Non solo le tecniche dello smalto sono diverse tra il trittico esterno e quelli interni più piccoli, ma il modo in cui le immagini e le idee sono espresse sono molto diverse. Gli artisti bizantini orientali usano figure statiche, gerarchiche congelate sul posto, adorando silenziosamente Gesù Cristo e la croce. Al contrario, gli artisti occidentali usano la narrazione con figure animate che recitano visioni drammatiche, battaglie e miracoli.